# خواكيم ماركس
خواكيم ماركس (بالبولندية: Joachim Jerzy Marx)‏ (31 أغسطس 1944 بغليفيتسه في بولندا - ) هو مدرب كرة قدم ولاعب كرة قدم بولندي في مركز الهجوم، شارك في الألعاب الأولمبية الصيفية 1972. وشارك مع منتخب بولندا لكرة القدم. أما مع النوادي، فقد لعب مع بياست غليفيتسه ورتش شوروزو وغوارديا وارسزاوا ونادي لانس.

## وصلات خارجية
- خواكيم ماركس على موقع قاعدة بيانات كرة القدم.إي يو (الإنجليزية)
- خواكيم ماركس على موقع ناشيونال فوتبول تيمز (الإنجليزية)
- خواكيم ماركس على موقع عالم كرة القدم.نت (الإنجليزية)
- خواكيم ماركس على موقع أوليمبيديا (الإنجليزية)
- خواكيم ماركس على موقع اللجنة الأولمبية البولندية (مؤرشف) (البولندية)